# Gayton le Marsh
Gayton le Marsh est une paroisse civile et un village du Lincolnshire, en Angleterre.